# Michael Schmid (ski)
Pour les articles homonymes, voir Michael Schmid et Schmid.
Michael Schmid, né le 18 mars 1984 à Frutigen, est un skieur acrobatique suisse spécialisé dans les épreuves de skicross. 
Il prend part aux Championnats du monde 2005, 2007 et 2009 avec une 6e place en comme meilleure performance en 2005.
En 2010, il est le premier champion olympique de ski cross aux Jeux Olympiques de Vancouver.

## Palmarès

### Jeux Olympiques
| Épreuve / Édition | Vancouver 2010 |
| Skicross          | Or             |

### Championnats du monde

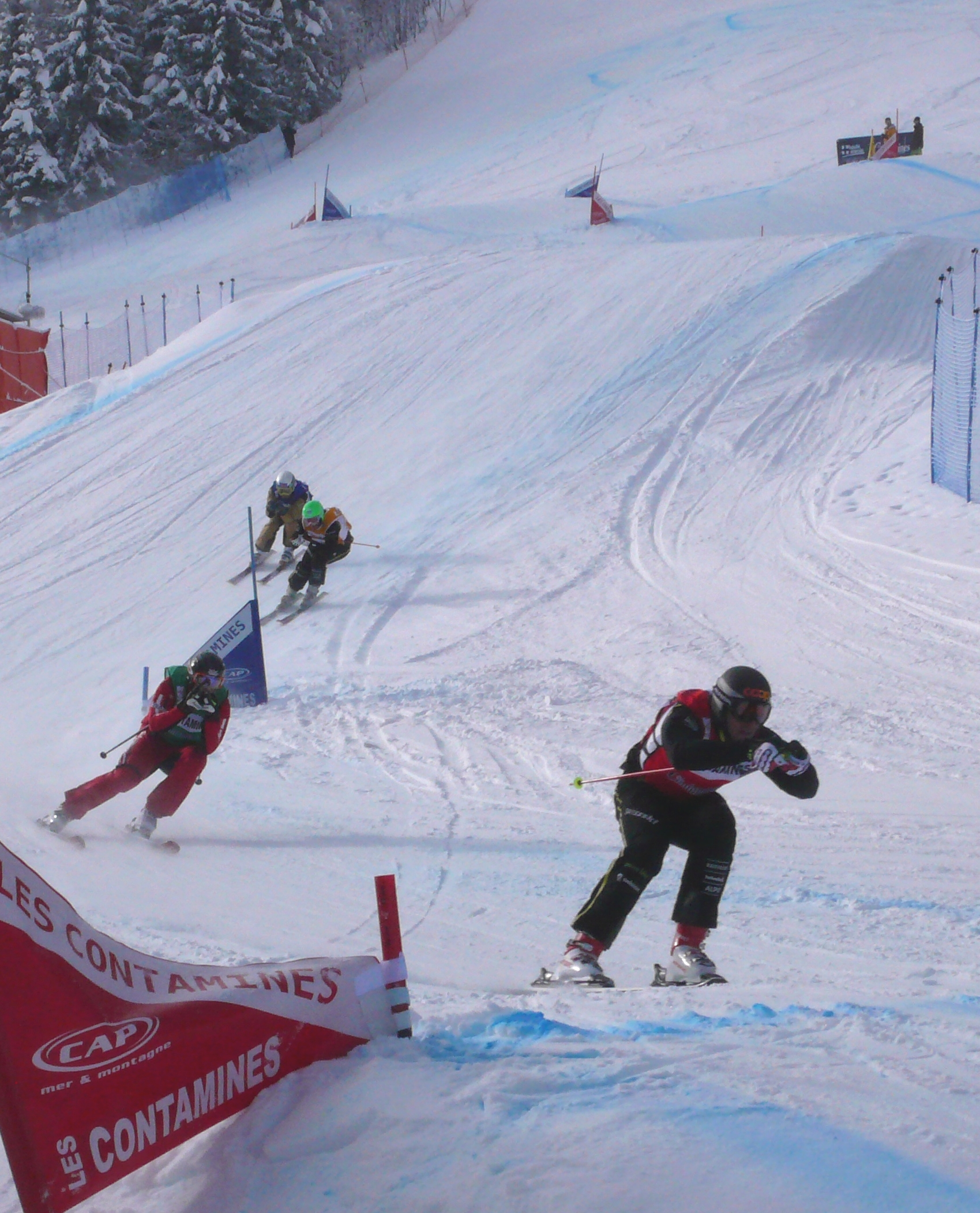
Michael Schmid en course pour la 5e place aux Contamines le 10 janvier 2010.

| Épreuve / Édition | Ruka 2005 | Madonna di Campiglio 2007 | Inawashiro 2009 |
| Skicross          | 6e        | 10e                       | 15e             |

### Coupe du monde
- Meilleur classement général : 2e en 2010.
- 1 petit globe de cristal :
  - Vainqueur du classement skicross en  2010.
- 13 podiums en skicross dont 6 victoires.

#### Différents classements en coupe du monde
| Année/Classement | Année/Classement | Général | Général | Skicross | Skicross |
| ---------------- | ---------------- | ------- | ------- | -------- | -------- |
| Année/Classement | Année/Classement | Class.  | Points  | Class.   | Points   |
| 2005             | 2005             | 56e     | 14      | 19e      | 81       |
| 2006             | 2006             | 12e     | 38      | 6e       | 192      |
| 2007             | 2007             | 29e     | 22      | 4e       | 110      |
| 2008             | 2008             | 29e     | 27      | 8e       | 214      |
| 2009             | 2009             | 24e     | 28      | 9e       | 252      |
| 2010             | 2010             | 2e      | 74      | 1er      | 815      |

#### Détails des victoires
| Édition / Épreuve | Skicross                                |
| 2009              | St. Johann in Tirol                     |
| 2010              | Innichen Branäs Meiringen Sierra Nevada |